# Kampung Baru (Senapelan)
Kampung Baru is een bestuurslaag in het regentschap Pekanbaru van de provincie Riau, Indonesië. Kampung Baru telt 9370 inwoners (volkstelling 2010).